# 阿赫特區

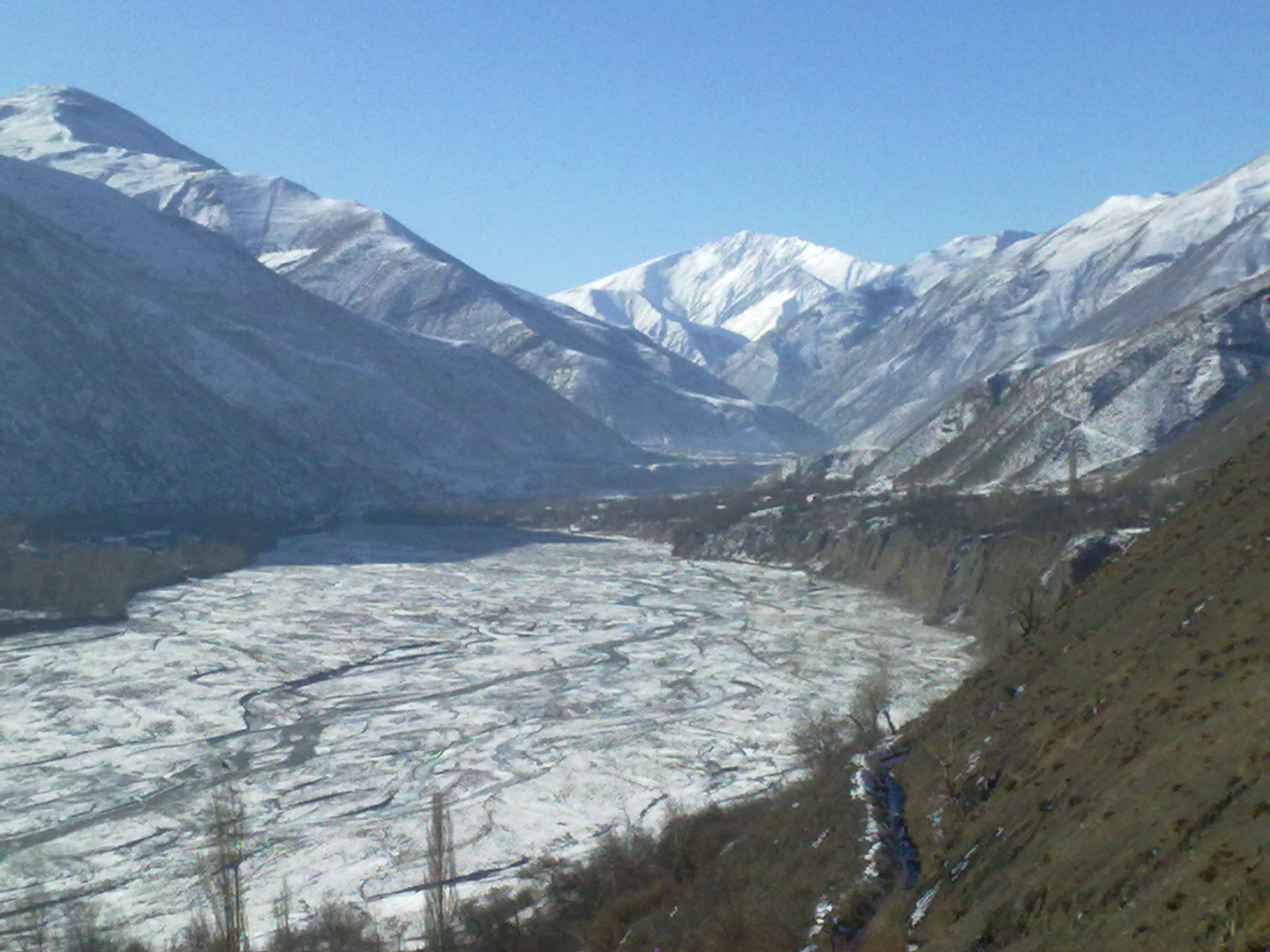

41°28′N 47°44′E / 41.467°N 47.733°E
阿赫特區（俄语：Ахтынский район），是俄羅斯的一個區，位於該國西南部，由達吉斯坦共和國負責管轄，面積1,120平方公里，2010年人口32,604，人口密度每平方公里29.11人。